# Acide solide

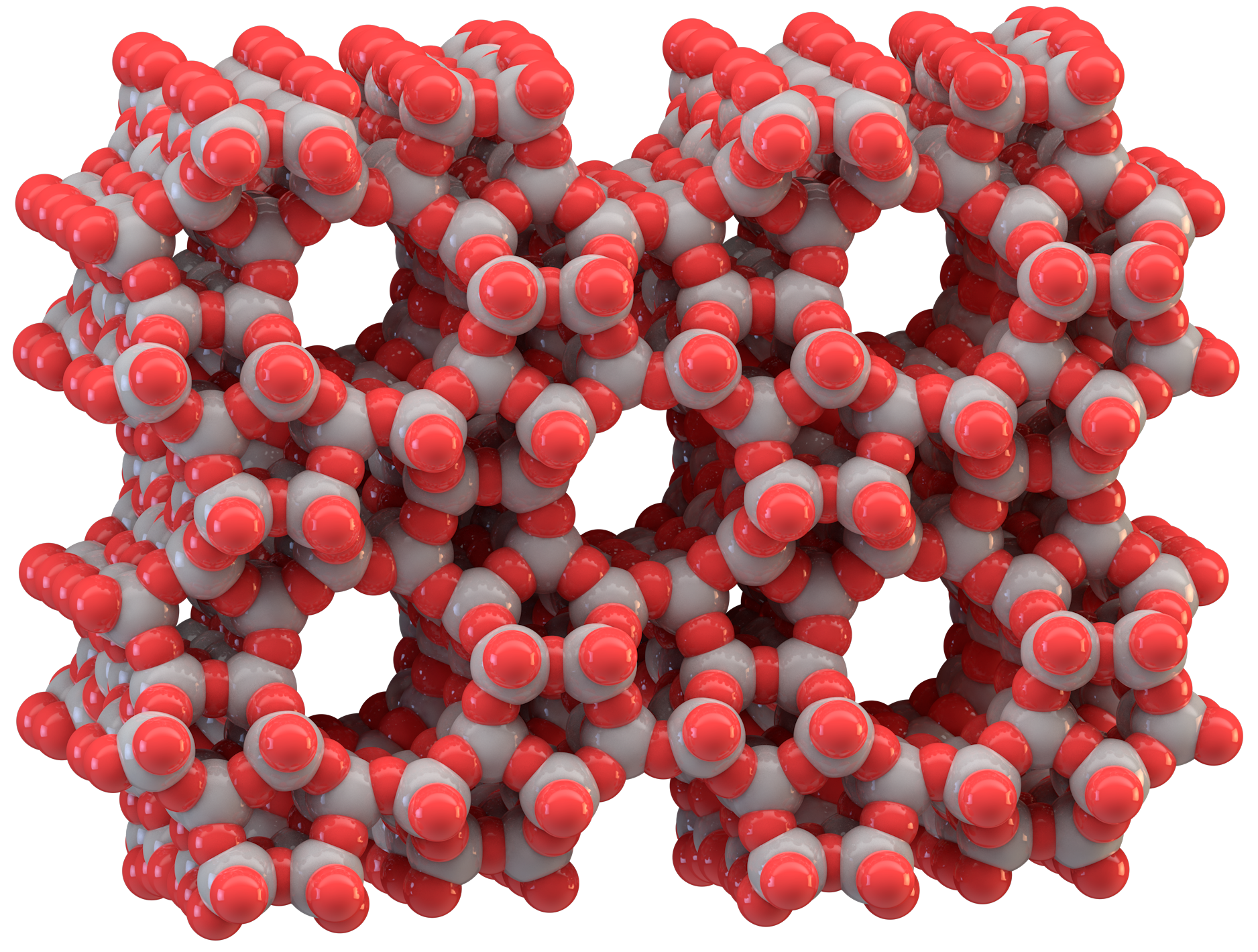
Modèle tridimensionnel de zéolithe ZSM-5.

Un acide solide est un acide qui ne se dissout pas dans le milieu réactionnel. Ils sont souvent employés en catalyse hétérogène.
La plupart des acides solides sont des acides organiques tels que l'acide oxalique HOOC–COOH, l'acide malique HOOC–CH2–CHOH–COOH, l'acide tartrique HOOC–CHOH–CHOH–COOH, l'acide citrique HOOC–CH2–C(COOH)OH–CH2–COOH, etc. Parmi les acides minéraux, on trouve des aluminosilicates tels que des zéolithes, l'alumine, ou des aluminosilico-phosphates, ainsi que la zircone sulfatée SO42−/ZrO2. De nombreux oxydes de métaux de transition sont acides, comme le dioxyde de titane TiO2, le dioxyde de zirconium ZrO2 et le pentoxyde de niobium Nb2O5. Ces acides sont utillisés pour mener des réactions de craquage. De nombreux acides de Brønsted solides sont utilisés dans l'industrie, comme le poly(styrène sulfonate), l'acide phosphorique H3PO4 solide, l'acide niobique Nb2O5·nH2O et les hétéropolyoxométallates.
Les acides solides sont utilisés dans de nombreux procédés chimiques industriels allant du craquage catalytique dans le raffinage du pétrole jusqu'à la chimie fine. Ils sont notamment employés pour les réactions d'alkylation, comme la réaction du benzène avec l'éthylène pour donner de l'éthylbenzène. Une autre application est la catalyse d'un réarrangement de Beckmann convertissant l'oxime de cyclohexanone en caprolactame. De nombreuses alkylamines sont préparées par amination d'alcools, catalysée par des acides solides tels que des zéolithes, comme le ZSM-5.
Les acides solides peuvent être utilisés comme électrolyte pour piles à combustible.